# The Best of Chris Cagle
The Best of Chris Cagle es el primer álbum de grandes éxitos del cantante estadounidense Chris Cagle, lanzado el 9 de febrero de 2010 por el sello Capitol Records Nashville. Apareció en la lista Hot Country Songs de la revista Billboard.

## Lista de canciones
| N.º | Título                          | Escritor(es)                         | Duración |  |
| 1.  | «Hey Y'all»                     | Cagle, Monty Powell                  | 3:53     |  |
| 2.  | «Country by the Grace of God»   | Cagle, M. Jason Greene, Bryan Wayne  | 3:28     |  |
| 3.  | «What a Beautiful Day»          | Cagle, Powell                        | 3:45     |  |
| 4.  | «I Breathe In, I Breathe Out»   | Cagle, Jon Robbin                    | 4:04     |  |
| 5.  | «My Life's Been a Country Song» | John Wiggins, Clay Mills             | 3:18     |  |
| 6.  | «Wal-Mart Parking Lot»          | Brett James                          | 4:22     |  |
| 7.  | «I'd Be Lying»                  | Cagle                                | 4:26     |  |
| 8.  | «My Love Goes On and On»        | Cagle, Don Pfrimmer                  | 3:02     |  |
| 9.  | «What Kinda Gone»               | Chip Davis, Dave Berg, Candy Cameron | 3:01     |  |
| 10. | «Look at What I've Done»        | Cagle, Powell, Anna Wilson           | 4:55     |  |
| 11. | «Anywhere but Here»             | D. Vincent Williams, Wendell Mobley  | 4:04     |  |
| 12. | «Laredo»                        | Cagle                                | 3:49     |  |
| 13. | «Miss Me Baby»                  | Cagle, Powell                        | 3:54     |  |
| 14. | «No Love Songs»                 | George Teren, Craig Wiseman          | 3:59     |  |
| 15. | «Chicks Dig It»                 | Cagle, Charlie Crowe                 | 3:59     |  |

## Posicionamiento en la lista
| Lista (2010)                        | Posición |
| ----------------------------------- | -------- |
| EE. UU Billboard Top Country Albums | 34       |